# بول أرتادي
بول أرتادي مواليد 5 مايو 1981 في الفلبين، هو لاعب كرة سلة فلبيني معتزل. بدأ مسيرته الاحترافية في سنة 2004. اعتزل اللعب في 2015.

## المسيرة الاحترافية
لعب مع ستار هوتشوتز من سنة 2004 إلى 2007، ثم لعب مع ستار هوتشوتز في موسم 2009–2010، ثم لعب مع سان ميغيل بيرمن في موسم 2010–2011، ثم لعب مع ميرالكو بولتز من سنة 2012 إلى 2014.